# 阿图瓦地区安希
阿图瓦地区安希（法語：Inchy-en-Artois，法語發音：[ɛ̃ʃi ɑ̃.n‿aʁtwa]），或纯音译作安希昂纳图瓦，是法国上法蘭西大區加来海峡省的一个市镇，属于阿拉斯区。

## 地理
阿图瓦地区安希（50°10'47"N, 3°3'6"E）面积11.06 平方千米，位于法国上法蘭西大區加来海峡省，该省份为法国北部沿海省份，西北濒北海，南至索姆省，东临北部省。
与阿图瓦地区安希接壤的市镇（或旧市镇、城区）包括：巴拉勒、布尔西、杜瓦尼、默夫尔、比西、阿图瓦地区普龙维尔、桑莱马基永。
阿图瓦地区安希的时区为UTC+01:00、UTC+02:00（夏令时）。

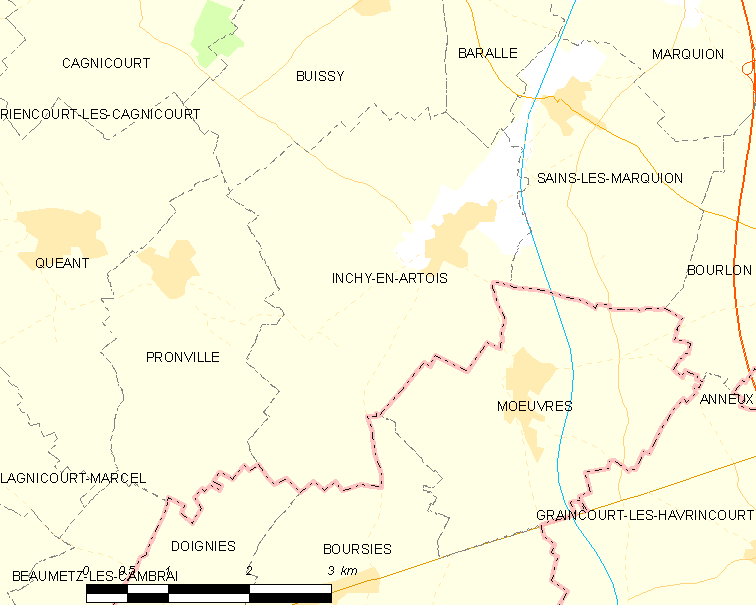
阿图瓦地区安希的OSM定位图

## 行政
阿图瓦地区安希的邮政编码为62860，INSEE市镇编码为62469。

## 政治
阿图瓦地区安希所属的省级选区为巴波姆县。

## 人口

1962-2008年间阿图瓦地区安希人口变化图示

阿图瓦地区安希于2022年1月1日时的人口数量为576人。